# Тортеролли (футболист)
Никомедес да Консейса́н (порт.-браз. Nicomedes da Conceição; 24 марта [5 апреля] 1899, Барра-ду-Пираи, Рио-де-Жанейро — 28 октября 1933, Рио-де-Жанейро), более известный как Тортеролли (порт.-браз. Torterolli) — бразильский футболист, полузащитник.

## Карьера
Тортеролли родился в бедной семье. Он был неграмотным, за что его называли в прессе «Врагом литературы». Своё игровое имя — Тортеролли, Никомедес получил в честь известного аргентинского жокея, выигравшего гонку в Рио-де-Жанейро. Футболист начал с ранних лет начал играть в футбол. 29 июля 1912 года Тортеролли стал одним из участников собрания, на котором было принято решение о основании клуба «Сул-Минас». Затем игрок перешёл в команду «Прогрессо». Следующей командой Тортеролли стал «Энженьо де Дентро», по другим данным клуб назывался «Кариока», располагавшегося в районе Энженью-ди-Дентру. С этой командой полузащитник выиграл три титула Лиги Субурбана.
В 1920 году Тортеролли начал выступать за клуб «Васко да Гама». 14 марта он дебютировал в составе команды в матче с «Америкой». В 1923 году Тортеролли выиграл чемпионат штата Рио-де-Жанейро. В том же году футболист был вызван в состав сборной Бразилии, став вместе с Нелсоном и Паскоалом первым игроком «Васко», удостоенным такой чести. Годом позже полузащитник выиграл свой второй титул чемпионата штата. Тортеролли выступал за «Васко» до 1927 года. После этого он оставался в клубе, сыграв две товарищеских встречи в 1929 и 1930 годах. Встреча, сыгранная 9 февраля 1930 года с «Ипирангой», стала последней для Тортеролли в составе команды. Всего за клуб футболист провёл за команду 166 матчей и забил 58 голов, по другим данным 164 матча. Затем он продолжал играть за различные составы «Васко да Гамы» вплоть до 1932 года. Параллельно футбольной карьере Никомедес трудился разнорабочим на фабрике по производству швейных машин компании Зингер.

## Международная статистика
| Матчи Тортеролли за сборную Бразилии | Матчи Тортеролли за сборную Бразилии | Матчи Тортеролли за сборную Бразилии | Матчи Тортеролли за сборную Бразилии | Матчи Тортеролли за сборную Бразилии | Матчи Тортеролли за сборную Бразилии | Матчи Тортеролли за сборную Бразилии |
| ------------------------------------ | ------------------------------------ | ------------------------------------ | ------------------------------------ | ------------------------------------ | ------------------------------------ | ------------------------------------ |
| №                                    | Дата                                 | Место проведения                     | Оппонент                             | Счёт                                 | Голы                                 | Турнир                               |
| 1                                    | 11 ноября 1923                       | Монтевидео                           | Парагвай                             | 0:1                                  | —                                    | Чемпионат Южной Америки              |

## Достижения
- Чемпион штата Рио-де-Жанейро: 1923, 1924
- Победитель турнира Начала чемпионата Рио-де-Жанейро: 1926